# Ahmed Hussein
Pour les articles homonymes, voir Hussein.
Ahmed Mostafa Muhammad Ahmed Hussein (en arabe : أحمد مصطفى  محمد أحمد حسين), né le 25 juin 1983 au Caire, est un nageur égyptien. 

## Carrière
Ahmed Hussein participe aux Jeux olympiques d'été de 2000 à Sydney, où il est éliminé en séries du 200 mètres dos.
Il est médaillé d'or du 50 mètres dos aux Championnats d'Afrique de natation 2002 au Caire. 
Il obtient ensuite quatre médailles d'or (sur 50, 100 et 200 mètres dos et 4 x 100 mètres quatre nages) et deux médailles de bronze, sur 4 x 100 mètres nage libre et sur 4 x 200 mètres nage libre aux Jeux africains de 2003 à Abuja.
Il participe aux Jeux olympiques d'été de 2004 à Athènes, où il est éliminé en séries des 100 et 200 mètres dos.
Aux Jeux méditerranéens de 2005 à Almería, il est médaillé d'argent du 100 mètres dos et médaillé de bronze des 50 et 200 mètres dos. 
Il est médaillé de bronze du 4 x 100 mètres nage libre aux Championnats d'Afrique de natation 2006 à Dakar.
Il obtient ensuite trois médailles d'argent, sur 50 et 200 mètres dos et deux médailles de bronze, sur 4 x 100 mètres nage libre et sur 4 x 100 mètres quatre nages, aux Jeux africains de 2007 à Alger.